# Demografska tranzicija
Demografska tranzicija ili demografski prijelaz je dominantna teorija razvoja stanovništva koja ga prikazuje kroz proces etapnog razvoja, a podrazumijeva prijelaz s tradicionalnog, primitivnog režima reprodukcije koji se odvija uz visoke stope nataliteta i visoke stope mortaliteta na moderni režim reprodukcije stanovništva koji se odvija uz niske stope nataliteta i mortaliteta. U literaturi se najčešće pojavljuje trodijelni (troetapni) model razvoja stanovništva koji razlikuje predtranzicijsku etapu, etapu demografske tranzicije i posttranzicijsku etapa.
Ocem teorije demografske tranzicije smatra se francuski demograf Adolphe Landry koji je prvi 1909. obrazložio ideju o demografskoj tranziciji, koristeći za nju naziv demografska revolucija. Najzaslužnijima za daljnju razradu teorije smatraju se Warren Thompson i Frank W. Notestein.

## Predtranzicijska etapa
Za prvu etapu su karakteristične izrazito visoke stope nataliteta i mortaliteta. Stope nataliteta su bliske biološkom maksimumu (oko 40‰) i uglavnom stagniraju. Mortalitet se isto kreće oko 40‰, ali znatno oscilira zbog prirodnih nepogoda, epidemija, ratova i gladi. Kako je stopa prirodnog prirasta oko nule, broj stanovnika se ne mijenja znatno. 
Hrvatska je prešla iz predtranzicijske etape u etapu demografske tranzicije 1880. godine. Početkom 1980-ih godina, izuzev izoliranih plemena, sve su zemlje prešle u drugu etapu.

## Etapa demografske tranzicije

### Rana podetapa demografske tranzicije
Rana podetapa nastupa kada stopa mortaliteta padne ispod 30‰. U nekim europskim zemljama nastupila je već u polovici 18. stoljeća (francuska), a u drugim zapadnim i sjeverozapadnim europskim zemljama nastupa u prvoj polovici 19. stoljeća. Prema H. F. Dornu, četiri su grupe faktora uvjetovale smanjenje mortaliteta: 1. otkriće novih kontinenata, koje je rezultiralo dodatnim izvorima hrane u Europi, 2. ekspanzivan razvoj trgovine i transporta, što je omogućilo brzo pristizanje hrane iz prekomorskih zemalja, 3. tehnološki napredak u poljoprivredi, koji je rezultirao rastom proizvodnosti, te povećanje kvalitete zdravstvene zaštite (otkrića cjepiva, antibiotika, insekticida, poboljšanje higijenskih uvjeta, spoznaje u medicinskoj preventivi). 

### Centralna podetapa demografske tranzicije
Druga podetapa demografske tranzicije počinje kada se stope nataliteta dugoročno spuste ispod 30‰.

### Kasna podetapa demografske tranzicije
U kasnoj podetapi natalitet i dalje opada, ali sporije nego u prethodnoj podetapi. Mortalitet također lagano opada, ali sporije od nataliteta.

## Posttranzicijska etapa
Stope nataliteta i mortaliteta su niske i uravnotežene na podjednakoj razini. Rezultat je niski ili nulti prirodni prirast. Demografska tranzicija je u većini zapadnoeuropskih zemalja završila 1970-ih. U Hrvatskoj je ova etapa nastupila 1980. godine.

## Pad fertiliteta
Jedan od temeljnih odrednica stupnja demografske tranzicije u kojoj se zapadne zemlje danas nalaze je i nagli pad ukupne stope fertiliteta koji se danas u tim zemljama kreće od 1,3 do 2,0 djece po ženi. Ta razina ispod je one od 2,1 potrebne za održavanje sadašnje populacije (izuzimajući imigraciju) u više od 70 zemalja koje čine polovicu svjetske populacije. Nadalje, predviđa se da će do 2025. godine čak 120 zemalja biti ispod te razine.
Razlozi tako drastično smanjenog broja novorođenih traže se u:
- većoj mogućnosti žena da kontroliraju svoje reproduktivne mogućnosti (kroz razne oblike kontracepcije)
- sve višem trošku odgajanja djece u sve bogatijim društvima
- manjoj stopi dječjeg mortaliteta
- granskoj strukturi privrede koja zahtjeva veću aktivnost žena, pogotovo onih u reproduktivnoj dobi
- neadekvatnim strukturama za pomoć majci s djecom
- realnoj ili percipiranoj diskriminaciji u zapošljavanju
- prevladavajućem sustavu životnih vrijednosti[4]

Pojedine države protiv ovoga izrazito nepovoljnog demografskog trenda bore se raznim fiskalnim i legislativnim sredstvima mahom upućenima prema ženama - potencijalnim rodiljama kao što su novčana davanja i / ili porezne olakšice, plaćeni porodiljni dopust i poticanje fleksibilnijeg radnog vremena. OECD pretpostavlja da ove mjere koštaju države koje ih provode oko 3 – 4 % BDP-a. Te mjere pronatalitetne populacijske politike, čak i da su iznimno uspješne, na tržište rada imaju utjecaj tek za 18 do 25 godina kada najveći dio nove generacije ulazi u svijet rada.

## Produljenje prosječnog životnog vijeka
Početkom dvadesetog stoljeća u bogatim zemljama prosječna očekivana životna dob bila je od 40 do 50 godina, a u siromašnim znatno niža. Danas je prosjek oko 76 godina, s predviđenim rastom na 83 godine do 2050. Polazeći od pretpostavke da će većina ljudi napustiti tržište rada kada dosegnu dob umirovljenja službenu u svojim zemljama možemo i projicirati da će u tim istim bogatim zemljama 2050. biti samo 2 radnika tj. obveznika mirovinskog sustava na jednog umirovljenika tj. korisnika tog sustava.
Razni su faktori koji su utjecali i dalje utječu na dugovječnost populacija. Valja izdvojiti razvijenost zdravstvene zaštite, bolje prehrambene navike, više stope fizičke aktivnost, zdrav životni stil i nižu stopu kriminaliteta. Svi ti faktori doveli su do toga da su razvijena društva mogla očekivati produljenje prosječnog životnog vijeka pri rođenju za dvije do tri godine svako proteklo desetljeće.
Prema nekim recentnim predviđanjima "plafon" nakon kojega životni vijek više neće rasti je od 95 godina do čak 110. Ipak, nije jasno hoće li ljudi tada doći do fizioloških granica svog potencijalnoga životnog vijeka, jer za sada se rast prosječnog trajanja života ne usporava.